# 新谷真弓
新谷 真弓（しんたに まゆみ、1975年11月6日 - ）は、日本の女優、声優。ナイロン100℃の劇団員。広島県出身。

## 経歴
中学時代に緑魔子に憧れて女優を目指した。
広島県立高陽東高等学校卒業。
1995年よりナイロン100℃の劇団員となる。所属事務所はスターダストプロモーション、天然ロボットを経て、フリーとなった。声優としては、2014年3月からケンユウオフィスと業務提携し声のみの預かりとして所属。
2018年10月1日より全てのマネージメントをケンユウオフィスで行う事がHPで告知された。
声優デビュー作である『彼氏彼女の事情』では、庵野秀明にいたく気に入られ、その後も『フリクリ』や『キューティーハニー』に出演するなど関係がある。『フリクリ』のハル子は「新谷の声のイメージ」の元で作られたキャラである。

## 人物
- 声種はやや鼻にかかっただみ声[1]。
- 趣味は読書、映画鑑賞、散歩。特技は似顔絵[1]。
- WWEとDDTのファン。
- DDTでの一推しはHARASHIMA選手。

## 出演
太字はメインキャラクター。

### テレビアニメ
1998年
- 彼氏彼女の事情（芝姫つばさ）

1999年
- 地球防衛企業ダイ・ガード（百目鬼里香博士）

2000年
- BRIGADOON まりんとメラン（ロロ）
- ポケットモンスター（ウパー）
- ポケットモンスター ミュウツー! 我ハココニ在リ（コピーニャース）
- メダロット魂（ハニー）

2001年
- 地球少女アルジュナ（シンディ・クライン）

2002年
- ポケットモンスター サイドストーリー（ウパー）

2003年
- ぷちぷり*ユーシィ（鱗粉）

2004年
- ポストペットモモ便（コモモ）

2013年
- キルラキル（蛇崩乃音）

2014年
- 黒執事 Book of Circus（ウェンディ）

2015年
- Go!プリンセスプリキュア（ミス・シャムール）
- デュラララ!!×2 承（老婆）

2016年
- 宇宙パトロールルル子（ミドリ）
- ビッグオーダー（主婦B）
- 食戟のソーマ 弐ノ皿（キヨ）
- デジモンユニバース アプリモンスターズ（ドレスモン）
- 夏目友人帳 伍（ひだか）
- 装神少女まとい（吾妻あずみ）

2017年
- デュエル・マスターズ（2017年 - 2022年、ダチッコ・チュリス、DG 〜ヒトノ造リシモノ〜、超機動罠 デンジャデオン、ガチャダマン 他） - 6シリーズ

2018年
- ハクメイとミコチ（ジャダ）
- 陰陽師・平安物語（二口女）
- SSSS.GRIDMAN（六花ママ） - 2023年に劇場総集編公開

2019年
- マナリアフレンズ（リーズ）

2021年
- ワンダーエッグ・プライオリティ（ハチ女）
- おしりたんてい（ネコせんちょう）
- 出会って5秒でバトル（魅音）
- 逆転世界ノ電池少女（BL店主）

2022年
- ドラえもん（テレビ朝日版第2期）（コウヘイカ）
- であいもん（羽田貫先生）

2024年
- 戦国妖狐 千魔混沌編（八卦猫）
- 菜なれ花なれ（愛江田東子）

2025年
- アポカリプスホテル（触手愛人）
- 忍者と殺し屋のふたりぐらし（草隠ゆかり）
- うたごえはミルフィーユ（ウタの母）
- クレバテス-魔獣の王と赤子と屍の勇者-（カーリ）

### 劇場アニメ
- 映画 Go!プリンセスプリキュア Go!Go!!豪華3本立て!!!（2015年、ミス・シャムール[19]）
- この世界の片隅に（2016年、北條サン[20]）
- 夜明け告げるルーのうた（2017年、わん魚〈ワン魚〉[21][22]）
- フリクリ オルタナ（2018年、ハルハラ・ハル子[23]）
- プロメア（2019年、ルチア・フェックス[24]）
- 魔女見習いをさがして（2020年、お好み焼き屋の女将）
- グリッドマン ユニバース（2023年、六花ママ[25]）
- 劇場版BULLET/BULLET「弾丸疾走編」「弾丸決戦編」（2025年、ブランチ）

### OVA
- ぼくたちピチューブラザーズ（2000年、ウパー）
- フリクリ（2000年、ハルハラ・ハル子）
- がぁーでぃあんHearts（2003年、デイジィ）
- がぁーでぃあんHearts ぱわ〜あっぷ!（2005年、デイジィ）

### Webアニメ
- KAIJU DECODE 怪獣デコード（2021年、ゾラ[26]）
- BULLET/BULLET（2025年、ブランチ[27][初出 7]）

### ゲーム
1998年
- 玉繭物語2 〜滅びの蟲〜（ニコ）

2002年
- ザ・キング・オブ・ファイターズ2002（アンヘル）
- ザ・キング・オブ・ファイターズ2002 UNLIMITED MATCH（アンヘル）

2004年
- ザ・キング・オブ・ファイターズ NEOWAVE（アンヘル）（PlayStation 2版のみ）

2006年
- BLOOD+ ONE NIGHT KISS（福岡ツバサ）

2015年
- 白猫プロジェクト（デコラとボコラ）
- ブレイブリーセカンド（エイミー・マッチロック）

2017年
- クイズRPG 魔法使いと黒猫のウィズ（嘘猫のウィズ）
- 神撃のバハムート（リーズ）

2019年
- キルラキル ザ・ゲーム -異布-（蛇崩乃音）

2020年
- 聖剣伝説3 TRIALS of MANA（ニキータ）

2021年
- GUILTY GEAR -STRIVE-（ジオヴァーナ）

2023年
- Shadowverse（リーズ、デビルマタドール、カッティングキャット）

2024年
- グランブルーファンタジー（バステト）

2025年
- レゾナンス:無限号列車（リーバ）

### ドラマCD
- 彼氏彼女の事情 アクト・ゼロ（芝姫つばさ）
- がぁーでぃあんHearts（デイジィ）
- がぁーでぃあんHearts ぱわ〜あっぷ!（デイジィ）
- ヤンキーショタとオタクおねえさん（トモトモ[33]）

### オーディオドラマ
- Project Rabbie「ふたごうさぎのご近所ツーリズモ -音をあつめて-」（冨田しろ）

### 吹き替え

#### 映画（吹き替え）
- シンデレラ（2015年、ドリゼラ〈ソフィー・マクシェラ〉[34]）
- CHAPPIE/チャッピー（2016年、ヨーランディ・ヴィッサー）
- ロング・トレイル!（2016年、メアリー〈クリステン・シャール〉）
- モンスター・ハント（2016年、駱冰-テイエイ-〈ヤン・ニ〉[35]）
- ダーク・プレイス（2017年、パティ〈クリスティナ・ヘンドリックス〉）
- パージなナイト ブラックさん家の史上最悪の12時間（2017年、アリー〈ブレシャ・ウェッブ〉）
- 世界でいちばんのイチゴミルクのつくり方（2017年、サビーネ〈ジュール・ボーベ〉）
- マザーズ・デイ（2017年、ダナ〈ジェニファー・ガーナー〉）
- ファンタスティック・ビーストと黒い魔法使いの誕生（2018年、バンティ〈ヴィクトリア・イエーツ〉[36]）
- 続・ボラット 栄光ナル国家だったカザフスタンのためのアメリカ貢ぎ物計画（2020年、トゥーター〈マリア・バカロワ〉）
- ホリデーオンリー: とりあえずボッチ回避法?（2020年、スーザン〈クリスティン・チェノウェス〉）
- トムとジェリー（2021年、ジョイ〈パッシー・フェラン〉[37]）
- ファンタスティック・ビーストとダンブルドアの秘密（2022年、バンティ〈ヴィクトリア・イエーツ〉[38]）
- ウォンカとチョコレート工場のはじまり（2023年、グウィニー〈エリー・ホワイト〉[39]）
- キャンディ･ケイン･レーン（2023年、Suz〈リキ・リンドホーム〉）

#### ドラマ
- オレンジ・イズ・ニュー・ブラック（2013年 - 2017年、エリカ・ジョーンズ〈コンスタンス・シュルマン〉他）
- ユートピア/UTOPIA（英語版）（2016年、ジェシカ・ハイド〈フィオナ・オシャーグネッシー〉）

- 師任堂(サイムダン)、色の日記（2017年、クォン氏〈キム・ミニ〉）
- ホイール・オブ・タイム（2023 - 2025年〈S2-3〉、モゲディーン〈ライア・コスタ〉）
- ツイステッド・メタル（2024年、アンバー〈ディアニ・ロドリゲス〉）

#### アニメ
- ブンブン・タカコとブーブー・ヒューバート（2013年、ケイティ）
- アバター 伝説の少年アン（2016年、アズーラ）[40]
- ロビンソン・クルーソー（2016年、メスネコのメイ[41]）
- リック・アンド・モーティ（2016年）
- ファングボーン（2017年、ジリアン）
- 2分の1の魔法（2020年、グレックリン[42]）
- トランスフォーマー アーススパーク（2024年、スカイワープ[43]）

### テレビドラマ
2000年
- リミット もしも、わが子が… 第1話（YTB / ）
- 温泉へ行こう 第2シリーズ 第1～10回（TBS / 小森美加）

2001年
- ＯＬポリス２～コギャルポリス編～（NTV / ）
- マリア（TBS / 病院事務員）
- ガッコの先生（TBS / 西尾真理子）

2002年
- 安楽椅子探偵とUFOの夜（ABC / 与謝野空実）
- 実録　福田和子(CX / )
- 真夜中の雨（TBS / 山根瞳）
- 優香座シネマ「GO☆GO CAFE!!」（ANB / カヨコ）

2003年
- 笑顔の法則 第1～6話、8～11話（TBS / 加納みどり）
- 恋する日曜日 LOVE ON SUNDAY(1)（第19回）ダイアリー（BS-i / アスミ）

2004年
- 砂の器 第1話（TBS / スナックの店員）
- ディビジョン1 ステージ6「犯人デカ」第2話（CX / 中村）

2005年
- スパイ道 女スパイ編 #2「京風ニキータ 女スパイ 由紀子」（BS-i /  由紀子）
- スパイ道 女スパイ編 #8「死後のスパイ芽島奈保子」(BS-i / キャバ嬢)
- 今夜ひとりのベッドで #6（TBS / 看護師）

2007年
- ケータイ刑事 銭形海セカンドシリーズ 第4話（BS-i / 根岸磯子）

2008年
- 正義の味方 第3～4話（NTV / ミチル）

2009年
- ケータイ刑事 銭形命 第4話（BS-TBS / 鳥山みさと）

2010年
- 853〜刑事・加茂伸之介（EX / 綾松なみえ）

2015年
- 女子の事件は大抵、トイレで起こるのだ。第11話（GYAO! / パートのおばさん）（監督 白石和彌）

2023年
- 真夏のシンデレラ 第5話（CX / 佐藤秋香の母親）

### 映画
- 1980（2003年）- 桜沢
- キューティーハニー（2004年）- スカーレット・クロー
- 誰が心にも龍は眠る（2005年）- ミネムラ （小学校の同級生）
- 日本沈没（2006年7月15日）- 花嫁
- おと・な・り（2009年5月16日）- 敬子（七緒の同級生）
- カンナさん大成功！（2009年1月17日）- 小林（縫製工場の工員）
- 探偵はBARにいる（2011年9月10日）- スナックの元従業員
- ねもしすたぁ（2015年）- 餅末みどり(マネージャー)
- 女子の事件は大抵、トイレで起こるのだ。劇場版　前・後編（2015年）- パートのおばさん
- 先生！　、、、好きになってもいいですか？（2017年）- 学校の教師
- ハケンアニメ！（2022年5月20日） - 白井 [44]

### 舞台
1995年
- NYLON100℃_5th SESSION 「ウチハソバヤジャナイ〜version100℃〜」

　　（5月4～14日、下北沢本多劇場） - 高野美千子
- NYLON100℃_Side SESSION #2 「カメラ≠万年筆」

　　（8月30日～9月3日、THEATER/TOPS） - 中嶋
- NYLON100℃_6th SESSION  「4.A.M. アナザーバージョン」

　　（11月 - 12月、新宿シアターTOPS 他）
1996年
- NYLON100℃_Side SESSION SPECIAL 「アリス・イン・アンダーグラウンド」

　　（3月8～11日、全労済ホールスペース・ゼロ）
- NYLON100℃_7th SESSION 「下北ビートニクス」

　　（5月、大阪近鉄小劇場 他）
- NYLON100℃_8th SESSION 「フリドニア〜フリドニア日記#1〜」

　　（7月24日 - 8月24日、新宿シアターTOPS） - 行商人の娘ラウラ
1997年
- NYLON100℃_Side SESSION #4 「インスタント・ポルノグラフィ」

　　（6月、代々木フジタヴァンテ 他）
- NYLON100℃_11th SESSION 「カメラ≠万年筆」

　　（7月31日 - 8月19日、下北沢ザ・スズナリ）
- NYLON100℃_13th SESSION 「フランケンシュタイン〜version100℃〜」

　　（12月4日 - 19日、全労済ホールスペース・ゼロ） - 博士の弟ウィリー
1998年
- 猫100℃ー（ねこひゃくどしいぃぃぃぃぃぃ） 「山脈」

　　（5月26 - 29日、中野ザ・ポケット） 
- NYLON100℃_Side SESSION #6 「Φ (ファイ)」

　　（6月24日 - 7月5日、中野ザ・ポケット） - 劇団員新谷
- 猫ニャー 「MY LITTLE MOLERS～もぐらたたきの大きさ」

　　（8月19 - 23日、中野・ウエストエンドスタジオ）  - リンナ
- NYLON100℃_Side SESSION SPECIAL 「偶然の悪夢」

　　（10月21日 - 29日、青山円形劇場） - セルマ、子供、妹
1999年
- NYLON100℃_Side SESSION #8 「ロンドン→パリ→東京」

　　（1月26日 - 31日、下北沢本多劇場）- オイロケ
- NYLON100℃_16th SESSION 「薔薇と大砲〜フリドニア日記#2〜」

　　（3月28日 - 4月13日、全労済ホールスペース・ゼロ） - マヤ（ナーガの娘）
- NYLON100℃_17th SESSION 「テイク・ザ・マネー・アンド・ラン」

　　（9月 - 10月、下北沢本多劇場 他）- 女子大生1（美大生）
- NYLON100℃_18th SESSION 「テクノ・ベイビー～アルジャーノン第二の冒険～」

　　（12月17日 - 2000年1月9日、下北沢本多劇場） - しづかちゃん
2000年
- 流山児★事務所  「Happy Days 幸せな日々」

　　（2月17～ 27日、下北沢本多劇場） - 怜子（鬼藤家・長女）
- 山崎一プロデュース公演 「メオト綺想曲」

　　（4月26日～ 5月1日、下北沢ザ・スズナリ） - 渋谷寧々
- 劇団☆新感線_Inouekabuki Shochiku-mix 「阿修羅城の瞳 BLOOD GETS IN YOUR EYES」

　　（8月、大阪松竹座 他） - 笑死
2001年
- innerchild vol.4 「PANGEA」

　　（1月31日～ 2月4日、中野ザ・ポケット） -  大神みさき
- NYLON100℃_21th SESSION 「すべての犬は天国へ行く」

　　（4月6～ 22日、下北沢本多劇場） - リトル・チビ 他
- KERA MAP ＃001 「暗い冒険」(北チーム)

　　（8月13日～9月16日、下北沢ザ・スズナリ） - ルル
- 劇団☆新感線_2001年冬休み前劇団☆新感線チャンピオン祭り 「直撃!ドラゴンロック3・轟天対エイリアン」

　　（11月 - 12月、大阪厚生年金会館芸術ホール 他） - プリンセス・シンシン
2002年
- THE SHAMPOO HAT 第12回公演 「女の足の裏」

　　（4月2日 - 7日、下北沢ザ・スズナリ） - 従業員の女
- フィリップ・リドリー★ドラマ・リーディング 「宇宙でいちばん速い時計」

　　（6月17日、世田谷パブリックシアター）
- NYLON100℃_24th SESSION 「東京のSF」

　　（12月12日 - 22日、新宿シアターアプル） - 海野十四郎
2003年
- Saliva show vol.2 「Saliva's T.V.」

　　（1月17 - 18日、六本木BIBURIN） - 子供
- 天然ロボット 「ホルマリンの少女」

　　（2月18 - 23日、中野MOMO）
- ホリプロ×NYLON100℃ SPECIAL SESSION 「ドント・トラスト・オーバー30」

　　（5月 - 6月、青山劇場 他） - レンゲ
- NYLON100℃_25th SESSION 10years Anniversary 「ハルディン・ホテル」

　　（11月 - 12月、下北沢本多劇場 他） - アイ
2004年
- デジタルハリウッド 「日の丸レストラン」

　　（2月18〜29日、シアターVアカサカ）
- 日本テレビ・キューブ 「JOKER」

　　（3月29日〜4月14日、ル テアトル銀座、梅田芸術劇場シアター・ドラマシティ） - 島の女ゲジ
- NYLON100℃_25th SESSION 「男性の好きなスポーツ」

　　（8月〜9月、下北沢本多劇場 他） - シズホ（ウツキの長女）
2005年
- G2produce#9「キャンディーズ」

　　（3月30日〜4月24日、本多劇場、西鉄ホール、梅田芸術劇場シアター・ドラマシティ）- しじみ
- G-up presents vol.3 「Deep Forest」

　　（5月24日〜6月4日、新宿スペース107） -グレーテル、他
- PLAYMATE No.6「フェイス イン フェイス」

　　（10月19〜30日、THEATER/TOPS）
- Impasse（アンパース）「あんずとすしお」

　　（12月16〜25日、新宿ゴールデン街劇場）-  キャバクラ嬢の妹 杏子、 広島のヤクザの組長になった少女 他　
　　※主宰 / 脚本・新谷真弓、湯澤幸一郎、政岡泰志
2006年
- 東宝ミュージカル 「アンナ・カレーニナ」

　　（2月9〜26日、ルテアトル銀座） - キャサリン（キティ）・シチェルバツカヤ
- WOWOW presents「小鹿物語」

　　（8月18〜31日、シアターコクーン）- 夏野蝶々、園子
- NYLON100℃_29th SESSION 「ナイス・エイジ」

　　（12月9〜24日、世田谷パブリックシアター） - 廻想子
2007年
- 松竹製作 「殿のちょんまげを切る女」

　　（2月1〜25日、新橋演舞場）- お夏
- G-up presents vol.5 「アリスの愛はどこにある」

　　（4月4〜8日、新宿FACE）- アリス
- NYLON100℃_30th SESSION 「犬は鎖につなぐべからず」

　　（5月10日〜6月3日、青山円形劇場） - 雛子（隣の花）・多胡鵜人（犬は鎖に繋ぐべからず）
- 日本テレビ・キューブ・北九州芸術劇場  「東京タワー 〜オカンとボクと、時々、オトン〜」

　　（6月〜7月、北九州芸術劇場中ホール 他） - オカンの母
2008年
- 松竹製作 「わらしべ夫婦双六旅」

　　（2月1〜25日、新橋演舞場）- 富岡福子（六助の妹）
- 北九州芸術劇場presents  「A MIDSUMMER NIGHT'S DREAM〜THEじゃなくてAなのが素敵〜」

　　（6月7〜29日　北九州芸術劇場中劇場、梅田芸術劇場シアター・ドラマシティ、東京芸術劇場中ホール）- フルート、豆の花
- NYLON100℃_32nd SESSION 15years Anniversary 「シャープさんフラットさん」（ホワイトチーム）

　　（9月16日〜10月16日、下北沢本多劇場）- 日田美果
- キューブ ブリーゼアーツ 「冬の絵空」

　　（12月6日〜2009年2月1日、サンケイホールブリーゼ、愛知県勤労会館つるまいプラザ、アステールプラザ大ホール、福岡サンパレス　ホテル＆ホール、世田谷パブリックシアター）- 矢頭右衛門七、犬男、お玉
2009年
- NYLON100℃_34nd SESSION 「世田谷カフカ」

　　（9月28日〜10月12日、下北沢本多劇場）- 有馬(女優)、調理女
- RONNIE ROCKET PRESENTS「ともだちのいもうと」

　　（10月、渋谷ギャラリー・ルデコ）
- FRAMEPLOTS vol.1「4の話」

　　（11月、タイニィアリス）
2010年
- AGAPE store最終公演「残念なお知らせ」

　　（2月〜3月、全労済ホールスペース・ゼロ 他）- ミサキとなのる女
- GEORGIA presents「ワルシャワの鼻」

　　（6月2～6日、イオン化粧品シアターBRAVA!）- トラ
- 明治座9月公演「女は遊べ物語」

　　（9月、明治座） - おてん
- ニコニコミュージカル　「クリスマス・キャロル」

　　（12月22〜26日、博品館劇場）- 天使ガブリエル、不審な女A、ロバートの妻、孤児1
2011年
- NYLON100℃_36nd SESSION 「黒い十人の女〜version100 ℃〜」

　　（5月〜6月、青山円形劇場）- 朝霧六香
- 遊機械オフィス企画 「僕の時間の深呼吸 21世紀の彼方の時間にいる君へ」

　　（7月〜8月、青山円形劇場 他）- 少女、三月ウサギ、コック達
- ニコニコミュージカル 「源氏物語」

　　（11月16〜23日、全労済ホールスペース・ゼロ） - 奥ノ瀬／桐壺帝 役
- 月刊「根本宗子」第5号  「この世で一番幸せな家族」

　　（12月15〜20日、タイニイアリス）
2012年
- キューブ 「PRESS 〜プレス〜」

　　（2月17日〜3月4日、シアターコクーン) - 権藤八重
- 月刊「根本宗子」第6号 「恋に生きる人」

　　（5月9日〜5月16日、新宿ゴールデン街劇場) - 富永莉子
- 演劇100人組手製作委員会・ハイキック友の会 「高木珠里の演劇100人組手」

　　（7月14日、北沢タウンホール) ※第2ピリオド
- Infinite 「イケメン金融工学」

　　（7月25〜7月29日 SPACE107、8月4～5日 ABCホール ) ※都合により急遽降板、代役渡辺めぐみ
- シス・カンパニー 「ボクの四谷怪談」

　　（9月17日〜10月14日、シアターコクーン/森ノ宮ピロティホール）- お花
- おちゃめいつ 「独<どいつ>」

　　（12月27日〜30日、ひねもすのたり）※主宰
2013年
- NYLON100℃_39nd SESSION 「デカメロン21〜或いは、男性の好きなスポーツ外伝〜」

　　（2月22日〜3月24日、CBGK!!）- フィリップ
- トーキョーハイライト 「クライマックス」

　　（5月29日〜6月1日、スターパインズカフェ）
- ネルケプランニング 「ママと僕たち」

　　（6月21日〜30日、AiiA Theater Tokyo）-  入江さなえ
- ミュージカル 「美少女戦士セーラームーン -La Reconquista-」

　　（9月13日〜23日、AiiA Theater Tokyo）- レムレスバーバー
- 時速246億 vol.B 「theatrical」

　　（12月3日〜11日、赤坂RED THEATER）- 客の来ないガソリンスタンドで働く女、オギクボ カエデ、ハナエ
2014年
- NYLON100℃_41nd SESSION 「パン屋文六の思案〜続・岸田國士一幕劇コレクション〜」

　　（4月10日〜5月3日、青山円形劇場）- おちか、鴨子
- おちゃめいつ2 「PASS（ぱす）」

　　（6月13〜22日、ひねもすのたり）※主宰
- プロペラ犬×時速246億 「ハッピーセット」

　　（7月19日〜8月3日、赤坂レッドシアター）※7月20日のハッピーゲストとして出演
- ホナガヨウコ企画 「ななめライン急行」

　　（8月1〜3日、原宿・vacant）
- 本能中枢劇団 「ウアクチンクエ」

　　（10月24〜25日、サラヴァ東京）- ゆき
2015年
- ネルケプランニング 「もっかい!いち! 「ママと僕たち」」

　　（2月7〜15日、AiiA Theater Tokyo）- 入江さなえ
- アンファンテリブル 「『(仮)の事情』関連企画第2弾 朗読『痴話』vol.2」

　　（3月7日、下北沢ARENA）
- おちゃめいきんぐ

　　（3月22日、ひねもすたり）※主宰
- 時速246億 「春の桜まつり2015」

　　（4月9～12日、新宿村LIVE）※12日（日）13:00一番演劇っぽいことをしようと思っている回
- おちゃめいきんぐ2

　　（4月19日、ひねもすたり）※主宰
- おちゃめいきんぐ3

　　（5月17日、ひねもすたり）※主宰
- アンファンテリブル 「『(仮)の事情』関連企画第3弾 朗読『痴話』vol.3」

　　（5月31日、下北沢ARENA）
- 劇団☆新感線 35周年オールスターチャンピオンまつり 「五右衛門vs轟天」

　　（5月27日〜9月3日、シアターBRAVA!、キャナルシティ劇場、赤坂ACTシアター）※声の出演
- トーキョーハイライトメンソール旗揚げコント公演 「トーキョーハイライトメンソール vol.1」

　　（6月18〜21日、シアター711）
- 月刊「根本宗子」第11号 「超、今、出来る、精一杯。」

　　（11月1〜8日、テアトルBONBON）- 静香
- おちゃめいつ３「こいのかしつ、、」

　　（12月26〜31日、ひねもすのたり）※主宰
2016年
- avex live creative 「舞台『私のホストちゃん THE FINAL ～激突!名古屋栄編～』」

　　（1月29日〜3月2日、天王洲 銀河劇場、ももちパレス 大ホール、森ノ宮ピロティホール、名古屋市芸術創造センター） - 鳥山明子
- 加藤健一事務所 「SHAKESPEAR IN HOLLYWOOD〜ハリウッドでシェイクスピアを〜」

　　（8月31日〜9月20日、本多劇場、藤沢市湘南台文化センター、エル・シアター）- リディア・ランシング
2017年
- 森崎事務所M&Oplays 「皆、シンデレラがやりたい。」

　　（2月16〜26日、本多劇場）- 角川 明海
- カムカムミニキーナ 「狼狽（ロウバイ）～不透明な群像劇～」

　　（6月2～25日、四日市市文化会館、近鉄アート館、東京芸術劇場）- 屯田 さゆり
- 2.5次元プロレス『夢幻大戦』

　　（11月27日、新宿FACE） - 牛馬鹿丸
- ホナガヨウコ企画 「ななめライン急行」

　　（12月1〜10日、吉祥寺シアター）
2018年
- NYLON100℃_46nd SESSION 「睾丸」

　　（7月6日～8月21日、東京芸術劇場、りゅーとぴあ劇場、えずこホール、いわき芸術文化交流館アリオス）- 浩子
- ことだま屋本舗☆リーディング部 その11

　　（8月17日、シダックスカルチャーホール）
- WBB vol.13_「まわれ！無敵のマーダーケース！！」

　　（12月7～16日、赤坂RED/THEATER）- 成田
2019年
- 劇団☆新感線 いのうえ歌舞伎 「偽義経冥界歌」

　　（3月8～21日 フェスティバルホール、4月2～7日 金沢歌劇座、4月18～21日 まつもと市民芸術館 主ホール）-くくり
- 動物電気 2019初夏公演 「ブランデー!恋を語ろう」

　　（6月1〜9日、駅前劇場）- 霊媒師の妹・フユミ、マッチ売りの大人の女性、BBQ家族母
2022年
- WBB 10周年記念公演第3弾 WBB vol.20 「バンクパック」

　　（6月7～13日、紀伊國屋サザンシアター TAKASHIMAYA）- 藤澤の叔母・加賀野茉莉子
- ラピラテ企画 「朗読劇「城崎プレリュード」」

　　（12月26～28日、中目黒Cafe&Live spot FJ's）※プロデューサー
2023年
- NYLON100℃_48th SESSION 「Don't freak out」

　　（2月24日～3月21日 下北沢ザ・スズナリ、3月30日～4月2日 近鉄アート館）- 天房 清（お坊ちゃま）
- ラピラテ企画 「朗読劇「城崎プレリュード」（再演版）」

　　（8月28～31日、中目黒Cafe&Live spot FJ's）※プロデューサー・演出
2024年
- ラピラテ企画 「朗読劇「ロスト・バナナ・ナイツ」」

　　（2月8～10日、新宿歌舞伎町Petit MOA）※プロデューサー・演出
2025年
- ナイスコンプレックスN38「12人の怒れヌ日本人」

　　（9月3日～7日〈予定〉、調布市せんがわ劇場）- 陪審員10号
- まつもと市民芸術館プロデュース「チェーホフを待ちながら」

　　（11月6日～9日〈予定〉、まつもと市民芸術館 小ホール、11月12日～16日〈予定〉、KAAT神奈川芸術劇場 大スタジオ）

### CM
2002年
- SANKYO 「新三共胃腸薬グリーン」

2004年
- ベネッセコーポレーション たまごクラブ・ひよこクラブ・こっこクラブ（2004年 - 2008年）

2012年
- 東邦ガス「リベナス」

2013年
- アフラック「よくわかる！ほけん案内」
- ガンホー・オンライン・エンターテイメント「PUZZLE&DRAGONS」
- 花王「クリアクリーンKid's」(声の出演)

2015年
- ろうきん「キャッシュバック2015年度」（声の出演）

2020年
- 池田模範堂 バストップケア「PKGからこんにちわ」（声の出演）

### ナレーション
- ユニ・チャーム「トレパンマン」フジテレビ・インフォマーシャル「行けたね！」篇（2012年）
- NNNドキュメント「すべて土砂に埋まった… 西日本豪雨 奪われた暮らし」（2018年）

### ラジオドラマ
- 岩井俊二プロデュース・ラジオドラマ「円都通信 メロス」（2004年）
- SSSS.GRIDMAN ボイスドラマ（2018年、六花ママ）

### 同人
- 西武ロードリスト蘭のチップチューン地獄（2018年、西武ロードリスト蘭）
- ぐでぐで部〜万年不眠症の僕がぐでぐで部で心も体も癒される話〜【ぐでぐでしちゃうASMR】（2025年、京極 凪悠）

### その他コンテンツ
- 天才ビットくん・天才てれびくんMAX ビットワールド（ケメコ）
- ビットワールド（キイナ）
- 天才てれびくんシリーズ
  - Let's天才てれびくん（ぷうか）
  - 天才てれびくんhello,（あどミン）
- シャキーン!・ノロイちゃんの声優
- 「演劇人は、夜な夜な、下北の街で呑み明かす…」第5夜（2016年8月前後編、BSスカパー!）
- 科学はすべてを解決する! [くられ with 薬理凶室]【ドヤれる科学】（夜子先生）
- もしメタ -もし女子高生がメタバースで巫女になったら-（かなたの母）あにめのたね2023

### シリーズ一覧
1. ↑  【デュエル・マスターズ（2017年版）】

第1期（2017年 - 2018年）、第2期『デュエル・マスターズ！』（2018年 - 2019年）、第3期『デュエル・マスターズ!!』（2019年 - 2020年）

【デュエル・マスターズ キング】

第1期（2020年 - 2021年）、第2期『キング！』（2021年 - 2022年）、第3期『キングMAX』（2022年）

### 初出話一覧
1. ↑  第9話初出
2. ↑  第7話初出
3. 1 2  第6話初出
4. ↑  第12話初出
5. ↑  第5話初出
6. ↑  第11話初出
7. 1 2  第1話初出